# シャノン・シャープ
シャノン・シャープ（Shannon Sharpe, 1968年6月26日 - ）は、アメリカ合衆国イリノイ州シカゴ出身のアメリカンフットボールの元選手・スポーツ番組MC。タイトエンドとして、NFLのデンバー・ブロンコス、ボルチモア・レイブンズで14年間プレーした。兄は1992年シーズンにグリーンベイ・パッカーズでリーディングレシーバーとなったスターリング・シャープ。
シャープはデンバー・ブロンコスで12シーズン、レイブンズで2シーズンプレーし、ブロンコスで2回、レイブンズで1回のスーパーボウル制覇を経験した。シャープは1万ヤードレシーブを達成した初めてのタイトエンドであり、引退時の815レシーブ、10,060ヤードレシーブ、62タッチダウンは、トニー・ゴンザレスに抜かれるまで、いずれもタイトエンドとして歴代1位の記録であった。
1990年代オールディケードチームに選出され、2011年、プロフットボール殿堂入りした。

## 成績
| 年   | チーム     | 出場 | Rec | Yards  | Avg  | TD |
| ---- | ---------- | ---- | --- | ------ | ---- | -- |
| 1990 | ブロンコス | 16   | 7   | 99     | 14.1 | 1  |
| 1991 | ブロンコス | 16   | 22  | 322    | 14.6 | 1  |
| 1992 | ブロンコス | 16   | 53  | 640    | 12.1 | 2  |
| 1993 | ブロンコス | 16   | 81  | 995    | 12.3 | 9  |
| 1994 | ブロンコス | 15   | 87  | 1,010  | 11.6 | 4  |
| 1995 | ブロンコス | 13   | 63  | 756    | 12.0 | 4  |
| 1996 | ブロンコス | 15   | 80  | 1,062  | 13.3 | 10 |
| 1997 | ブロンコス | 16   | 72  | 1,107  | 15.4 | 3  |
| 1998 | ブロンコス | 16   | 64  | 768    | 12.0 | 10 |
| 1999 | ブロンコス | 5    | 23  | 224    | 9.7  | 0  |
| 2000 | レイブンズ | 16   | 67  | 810    | 12.1 | 5  |
| 2001 | レイブンズ | 16   | 73  | 811    | 11.1 | 2  |
| 2002 | ブロンコス | 12   | 61  | 686    | 11.2 | 3  |
| 2003 | ブロンコス | 15   | 62  | 770    | 12.4 | 8  |
| 通算 | 通算       | 203  | 815 | 10,060 | 12.3 | 62 |